# 罗兰多·乌里奥斯
罗兰多·乌里奥斯（西班牙語：Rolando Uríos，1971年1月27日—），古巴、西班牙男子手球运动员。他曾代表古巴参加1995年和1999年泛美运动会手球比赛，获得二枚金牌。他也曾参加2000年和2004年夏季奥运会。